# Tricoceps australis
Tricoceps australis är en insektsart som beskrevs av William Lucas Distant. Tricoceps australis ingår i släktet Tricoceps och familjen hornstritar. Inga underarter finns listade i Catalogue of Life.